# Чунченан
Чунченан (перс. چونچنان) — село в Ірані, у дегестані Аліабад-е-Зіба-Кенар, у бахші Лашт-е-Неша, шагрестані Решт остану Ґілян. За даними перепису 2006 року, його населення становило 1146 осіб, що проживали у складі 338 сімей.

## Клімат
Середня річна температура становить 14,28°C, середня максимальна – 27,97°C, а середня мінімальна – -0,79°C. Середня річна кількість опадів – 1176 мм.
| Клімат поселення                              | Клімат поселення | Клімат поселення | Клімат поселення | Клімат поселення | Клімат поселення | Клімат поселення | Клімат поселення | Клімат поселення | Клімат поселення | Клімат поселення | Клімат поселення | Клімат поселення | Клімат поселення |
| Показник                                      | Січ.             | Лют.             | Бер.             | Квіт.            | Трав.            | Черв.            | Лип.             | Серп.            | Вер.             | Жовт.            | Лист.            | Груд.            |                  |
| Середній максимум, °C                         | 8,23             | 9,01             | 11,88            | 17,36            | 21,77            | 25,51            | 27,97            | 27,91            | 24,79            | 20,77            | 15,97            | 11,61            |                  |
| Середня температура, °C                       | 3,72             | 4,50             | 7,36             | 12,88            | 17,26            | 21,00            | 23,92            | 23,86            | 20,74            | 16,72            | 11,92            | 7,55             |                  |
| Середній мінімум, °C                          | −0,79            | −0,02            | 2,85             | 8,35             | 12,76            | 16,48            | 19,86            | 19,80            | 16,69            | 12,64            | 7,86             | 3,50             |                  |
| Норма опадів, мм                              | 116              | 94               | 86               | 45               | 44               | 31               | 30               | 62               | 135              | 212              | 180              | 141              |                  |
| Середньомісячна швидкість вітру, м/с          | 2.40             | 2.50             | 2.46             | 2.45             | 2.48             | 2.70             | 2.61             | 2.40             | 2.24             | 2.16             | 2.03             | 2.10             |                  |
| Середньомісячна сонячна радіація, кДж/м²·день | 6838             | 8940             | 10904            | 15573            | 20003            | 22116            | 22868            | 19283            | 15623            | 10729            | 8519             | 6529             |                  |
| --------------------------------------------- | ---------------- | ---------------- | ---------------- | ---------------- | ---------------- | ---------------- | ---------------- | ---------------- | ---------------- | ---------------- | ---------------- | ---------------- | ---------------- |
| Джерело:                                      |                  |                  |                  |                  |                  |                  |                  |                  |                  |                  |                  |                  |                  |